# لطفي أبو عون
لطفي أبو عون (1979) ،صحفي أردني عمل لدى وكالة رويترز للأنباء كصحفي تلفزيوني ومسؤول عن التغطية التلفزيونيه للوكالة في عدد من الدول العربيه منذ عام 2001 لغاية نهاية 2012 حيث إنتقل ليعمل لدى التلفزيون البريطاني ITV News كمحرر الشرق الأوسط. فاز بعدة جوائز عالميه لتغطيته الصحفيه للأحداث في الشرق الأوسط.

## نشأته
ولد لطفي عام 1979 في بيروت. والده «رفعت» كان من قيادات منظمة التحرير الفلسطينية. توفي والده في موسكو عام 1983 فانتقل مع والدته واخوته للعيش في الأردن.

## الحياة المهنية
درس الهندسة الكهربائيه في الجامعة الأردنية قبل أن يبدأ العمل في الصحافة عام 2001م لدى وكالة رويترز للأنباء كمعد وصحفي تلفزيوني في مكتب عمان ثم إنتقل إلى مكتب العراق عام 2003 حيث كان مسؤولا عن التغطية التلفزيونية لرويترز حتى 2006 حيث إنتقل لإدارة مكتب بيروت للوكالة حتى نهاية 2012. في 2013 بدأ العمل للتلفزيون البريطاني ITV News كمحرر لشؤون الشرق الأوسط.
قام لطفي بالتغطية الصحفيه لأهم أحدث المنطقة منذ عمله في الصحافة، حيث قام بتغطية أحداث العنف في العراق منذ 2003 وحتى 2006 ، الحرب اللبنانيه الإسرائيلية عام 2006 وعدة أحداث أخرى. لعب دورا أساسيا في تغطية رويترز لأحداث الربيع العربي، حيث قاد فريقا من الصحفيين والمصورين لتغطية ثورة يناير في مصر والحرب الليبيه 2011 والحرب في سوريا.
فاز بعدة جوائز عالميه، حيث كان من ضمن فريق رويترز الذي فاز بجائزة الجمعية الملكية التلفزيونيه في بريطانيا لتغطية الوكالة أحداث العراق عام 2006. في نيو يورك عام 2012 إستلم جائزة أفضل صحفي تلفزيوني في وكالة رويترز وذلك لتغطيته ثورة الربيع العربي عام 2011 . في 2015 استم جائزة مهرجان مونت كارلو التلفزيوني عن تغطية الأي تي في نيوز للأحداث على اليزيديين في شمال العراق.